# Eleccions cantonals franceses de 1973
Les eleccions cantonals es van celebrar el 23 i el 30 de setembre de 1973.

## Resultats
La taxa d'abstenció s'elevà al 46,56%.
| Tendències                                                                  | Primera volta (%) | Segona volta (en escons) |
| --------------------------------------------------------------------------- | ----------------- | ------------------------ |
| Extrema esquerra                                                            | 1                 | 9                        |
| Partit Comunista Francès                                                    | 22.7              | 205                      |
| Partit Socialista                                                           | 21,9              | 423                      |
| Moviment dels Radicals d'Esquerra                                           | 2                 | 68                       |
| Divers gauche                                                               | 6.4               | 174                      |
| Centristes                                                                  | 8.6               | 183                      |
| Républicains indépendants                                                   | 6.2               | 153                      |
| Unió dels Demòcrates per la República                                       | 12.7              | 244                      |
| Divers droite                                                               | 18.6              | 467                      |
| Font: Alain Lancelot, Les élections sous la Ve République, PUF, Paris, 1988 |                   |                          |